# Austrogomphus cornutus
Austrogomphus cornutus är en trollsländeart som beskrevs av Watson 1991. Austrogomphus cornutus ingår i släktet Austrogomphus och familjen flodtrollsländor. Inga underarter finns listade i Catalogue of Life.